# Mario Espitia
Mario Alberto Espitia Cure (Barranquilla, 24 de octubre de 1983) es un presentador y actor colombiano.

## Biografía
Nació en Barranquilla, Atlántico el 24 de octubre de 1983 su madre es de origen libanés y su padre de origen paisa.
Estudió comunicación social en la Universidad del Norte de Barranquilla y actuación con la reconocida artista Laura García.
Su debut en la televisión fue en el Reality Show Desafío 2004 de Caracol Televisión.
Participó en el cortrometaje Esquileto.
Del 2008 al 2010 participó en Oye bonita y Tierra de cantores.
En 2012 y 2013 fue el antagonista principal de  Rafael Orozco, el ídolo,
Fue presentador de El Último Día y del programa concurso La Fila.
Fue presentador del programa ¡Boom! de Caracol Televisión.

## Filmografía

### Televisión
| Año       | Título                    | Personaje               | Rol                  | Canal              |
| --------- | ------------------------- | ----------------------- | -------------------- | ------------------ |
| 2025      | Perfil falso              |                         | Reparto              | Netflix            |
| 2024      | Rojo carmesí              | Santiago Fernández      | Reparto Recurrente   | Canal RCN          |
| 2023      | El grito de las mariposas | Pedro Gonzales          | Reparto              | Star+              |
| 2022-2023 | La teoría del promedio    | Dante                   | Protagonista         | Caracol Play       |
| 2022-2023 | Leandro Díaz              | Arturo Díaz             | Antagónico           | Canal RCN          |
| 2022      | Dejémonos de Vargas       | Mateo                   | Reparto              | Canal RCN          |
| 2021-2022 | Enfermeras                | Dr. Jaime Guerra        | Reparto              | Canal RCN          |
| 2021      | Las iguanas               | Mario                   | Reparto              | Señal Colombia     |
| 2021      | Café con aroma de mujer   | Jorge Latorre           | Reparto Recurrente   | Canal RCN          |
| 2020      | Love motel                | Ricky                   | Protagonista         | Telecaribe         |
| 2019      | Los Briceño               | Samuel Araujo           | Antagónico           | Netflix            |
| 2018-2019 | La ley del corazón 2      | Valentín Becharaç       | Antagónico           | RCN Televisión     |
| 2017      | La fan                    | Agustín Peterlini       | Reparto              | Telemundo          |
| 2016      | Sinú, río de pasiones     | Cristian Dangond        | Protagonista         | Caracol Televisión |
| 2014      | La suegra                 | Juan K Burgos Maldonado | Reparto              | Caracol Televisión |
| 2012-2013 | Rafael Orozco, el ídolo   | Ernesto 'Teto' Tello    | Antagónico Principal | Caracol Televisión |
| 2010-2011 | Chepe Fortuna             | Fernando Soler          | Reparto              | RCN Televisión     |
| 2010      | Tierra de cantores        | Efrén Valencia          | Reparto              | Caracol Televisión |
| 2008-2010 | Oye bonita                | Buggy Amador            | Debut                | Caracol Televisión |

### Programas
| Año       | Título                    | Rol          |
| --------- | ------------------------- | ------------ |
| 2021      | MasterChef Celebrity      | Participante |
| 2017-2019 | ¡Boom!                    | Presentador  |
| 2016      | El Último del Día         | Presentador  |
| 2014      | La fila                   | Presentador  |
| 2008      | Magacín La Terraza        | Presentador  |
| 2004      | Desafío 2004: La aventura | Participante |

### Cine
| Año  | Título | Personaje  | Nota |
| ---- | ------ | ---------- | ---- |
| 2016 | Pablo  | Dr. Eslava |      |

## Premios y nominaciones

### Premios Tvynovelas
| Año  | Categoría                              | Telenovela o Serie      | Resultado |
| ---- | -------------------------------------- | ----------------------- | --------- |
| 2015 | Mejor presentador de programa regional | El Último del Día       | Ganador   |
| 2013 | Mejor Actor Antagónico De Telenovela   | Rafael Orozco, el ídolo | Ganador   |

### Premios India Catalina
| Año  | Categoría                                    | Telenovela o Serie      | Resultado |
| ---- | -------------------------------------------- | ----------------------- | --------- |
| 2013 | Mejor actor antagónico de telenovela o serie | Rafael Orozco, el ídolo | Nominado  |